# Championnat du monde des rallyes 1983
Navigation
1982 1984
Le championnat du monde des rallyes 1983 est composé de douze manches réparties sur quatre continents.

## Épreuves
Le calendrier 1983 intègre douze manches pour l'attribution du titre de champion du monde des pilotes dont dix sélectives pour le championnat des marques (le Rallye de Suède et le Rallye de Côte d'Ivoire en étant exclus). Les épreuves sont réservées aux catégories suivantes :
- Groupe N : voitures de grande production de série, ayant au minimum quatre places, fabriquées à au moins 5000 exemplaires en douze mois consécutifs ; modifications très limitées par rapport au modèle de série (bougies, amortisseurs).
- Groupe A : voitures de tourisme de grande production, fabriquées à au moins 5000 exemplaires en douze mois consécutifs, avec possibilité de modifications des pièces d'origine ; poids minimum fonction de la cylindrée.
- Groupe B : voitures de grand tourisme, fabriquées à au moins 200 exemplaires en douze mois consécutifs, avec possibilité de modifications des pièces d'origine (extension d'homologation portant sur 10% de la production).
- En outre, les anciennes voitures des groupes 2 (tourisme spécial) et 4 (grand tourisme spécial) sont admises à participer aux manches mondiales, mais leurs résultats ne seront pas pris en compte dans le cadre du championnat[1].

Champion du monde des constructeurs en 1982, Audi remet son trophée en jeu cette saison, ayant récemment obtenu l'homologation de son Audi Quattro à traction intégrale, précédemment groupe 4, en groupe B. Le constructeur allemand s'appuie sur la même équipe de pilotes que l'année précédente, Hannu Mikkola, Michèle Mouton (vice-championne du monde) et Stig Blomqvist. Son principal adversaire sera la Scuderia Lancia, qui avec sa Rally 037 à moteur central arrière dispose d'un modèle spécifiquement conçu pour la compétition. L'équipe italienne vient de recruter le champion du monde en titre, Walter Röhrl, qui épaulera Markku Alén. Ces deux équipes seront les principales protagonistes de la saison 1983, les autres constructeurs impliqués, tels Opel, Nissan ou Toyota, participant de façon plus épisodique.
|                 |                          |                     |                       |
| Noir = Asphalte | Marron = Terre / Gravier | Bleu = Neige/ glace | Rouge = Surface mixte |

### Calendrier / Résultats
| Calendrier / Résultats du championnat du monde des rallyes 1983 | Calendrier / Résultats du championnat du monde des rallyes 1983 | Calendrier / Résultats du championnat du monde des rallyes 1983 | Calendrier / Résultats du championnat du monde des rallyes 1983 | Calendrier / Résultats du championnat du monde des rallyes 1983 | Calendrier / Résultats du championnat du monde des rallyes 1983 | Calendrier / Résultats du championnat du monde des rallyes 1983 | Calendrier / Résultats du championnat du monde des rallyes 1983 |        |
| Manche                                                          | Rallye                                                          | Rallye                                                          | Podium                                                          | Podium                                                          | Podium                                                          | Podium                                                          | Podium                                                          | Podium |
| Manche                                                          | Rallye                                                          | Rallye                                                          | #                                                               | Pilote                                                          | Copilote                                                        | Voiture                                                         | Temps                                                           |        |
| --------------------------------------------------------------- | --------------------------------------------------------------- | --------------------------------------------------------------- | --------------------------------------------------------------- | --------------------------------------------------------------- | --------------------------------------------------------------- | --------------------------------------------------------------- | --------------------------------------------------------------- | ------ |
| 1                                                               | 51e Rallye Monte-Carlo (22-29 janvier)                          | 30 spéciales 709 km Asphalte/Neige                              | 1                                                               | Walter Röhrl                                                    | Christian Geistdörfer                                           | Lancia Rallye 037                                               | 7 h 58 min 57 s                                                 |        |
| 1                                                               | 51e Rallye Monte-Carlo (22-29 janvier)                          | 30 spéciales 709 km Asphalte/Neige                              | 2                                                               | Markku Alén                                                     | Ilkka Kivimäki                                                  | Lancia Rallye 037                                               | 8 h 05 min 59 s                                                 |        |
| 1                                                               | 51e Rallye Monte-Carlo (22-29 janvier)                          | 30 spéciales 709 km Asphalte/Neige                              | 3                                                               | Stig Blomqvist                                                  | Björn Cederberg                                                 | Audi Quattro A1                                                 | 8 h 10 min 15 s                                                 |        |
|                                                                 |                                                                 |                                                                 |                                                                 |                                                                 |                                                                 |                                                                 |                                                                 |        |
| 2                                                               | 33e Rallye de Suède (11-13 février)                             | 24 spéciales 466 km Neige/ glace                                | 1                                                               | Hannu Mikkola                                                   | Arne Hertz                                                      | Audi Quattro A1                                                 | 4 h 28 min 47 s                                                 |        |
| 2                                                               | 33e Rallye de Suède (11-13 février)                             | 24 spéciales 466 km Neige/ glace                                | 2                                                               | Stig Blomqvist                                                  | Björn Cederberg                                                 | Audi 80 Quattro                                                 | 4 h 29 min 34 s                                                 |        |
| 2                                                               | 33e Rallye de Suède (11-13 février)                             | 24 spéciales 466 km Neige/ glace                                | 3                                                               | Lasse Lampi (nl)                                                | Pentti Kuukkala                                                 | Audi Quattro A1                                                 | 4 h 32 min 51 s                                                 |        |
|                                                                 |                                                                 |                                                                 |                                                                 |                                                                 |                                                                 |                                                                 |                                                                 |        |
| 3                                                               | 17e Rallye du Portugal (2-5 mars)                               | 40 spéciales 642 km Gravier/Asphalte                            | 1                                                               | Hannu Mikkola                                                   | Arne Hertz                                                      | Audi Quattro A1                                                 | 7 h 17 min 24 s                                                 |        |
| 3                                                               | 17e Rallye du Portugal (2-5 mars)                               | 40 spéciales 642 km Gravier/Asphalte                            | 2                                                               | Michèle Mouton                                                  | Fabrizia Pons                                                   | Audi Quattro A1                                                 | 7 h 18 min 19 s                                                 |        |
| 3                                                               | 17e Rallye du Portugal (2-5 mars)                               | 40 spéciales 642 km Gravier/Asphalte                            | 3                                                               | Walter Röhrl                                                    | Christian Geistdörfer                                           | Lancia Rallye 037                                               | 7 h 19 min 14 s                                                 |        |
|                                                                 |                                                                 |                                                                 |                                                                 |                                                                 |                                                                 |                                                                 |                                                                 |        |
| 4                                                               | 31e Rallye Safari (30 mars - 4 avril)                           | 87 controles 5 035 km Gravier                                   | 1                                                               | Ari Vatanen                                                     | Terry Harryman                                                  | Opel Ascona 400                                                 | +3 h 96 min pen                                                 |        |
| 4                                                               | 31e Rallye Safari (30 mars - 4 avril)                           | 87 controles 5 035 km Gravier                                   | 2                                                               | Hannu Mikkola                                                   | Arne Hertz                                                      | Audi Quattro A1                                                 | +4 h 02 min pen                                                 |        |
| 4                                                               | 31e Rallye Safari (30 mars - 4 avril)                           | 87 controles 5 035 km Gravier                                   | 3                                                               | Michèle Mouton                                                  | Fabrizia Pons                                                   | Audi Quattro A1                                                 | +4 h 55 min pen                                                 |        |
|                                                                 |                                                                 |                                                                 |                                                                 |                                                                 |                                                                 |                                                                 |                                                                 |        |
| 5                                                               | 27e Tour de Corse (5-7 mai)                                     | 28 spéciales 1 008 km asphalte                                  | 1                                                               | Markku Alén                                                     | Ilkka Kivimäki                                                  | Lancia Rallye 037                                               | 12 h 43 min 38 s                                                |        |
| 5                                                               | 27e Tour de Corse (5-7 mai)                                     | 28 spéciales 1 008 km asphalte                                  | 2                                                               | Walter Röhrl                                                    | Christian Geistdörfer                                           | Lancia Rallye 037                                               | 12 h 45 min 27 s                                                |        |
| 5                                                               | 27e Tour de Corse (5-7 mai)                                     | 28 spéciales 1 008 km asphalte                                  | 3                                                               | Adartico Vudafieri                                              | Luigi Pirollo (it)                                              | Lancia Rallye 037                                               | 12 h 50 min 08 s                                                |        |
|                                                                 |                                                                 |                                                                 |                                                                 |                                                                 |                                                                 |                                                                 |                                                                 |        |
| 6                                                               | 30e Rallye de l'Acropole (30 mai - 2 juin)                      | 45 spéciales 836 km Gravier                                     | 1                                                               | Walter Röhrl                                                    | Christian Geistdörfer                                           | Lancia Rallye 037                                               | 11 h 12 min 22 s                                                |        |
| 6                                                               | 30e Rallye de l'Acropole (30 mai - 2 juin)                      | 45 spéciales 836 km Gravier                                     | 2                                                               | Markku Alén                                                     | Ilkka Kivimäki                                                  | Lancia Rallye 037                                               | 11 h 18 min 42 s                                                |        |
| 6                                                               | 30e Rallye de l'Acropole (30 mai - 2 juin)                      | 45 spéciales 836 km Gravier                                     | 3                                                               | Stig Blomqvist                                                  | Björn Cederberg                                                 | Audi Quattro A2                                                 | 11 h 26 min 18 s                                                |        |
|                                                                 |                                                                 |                                                                 |                                                                 |                                                                 |                                                                 |                                                                 |                                                                 |        |
| 7                                                               | 13e Rallye de Nouvelle-Zélande (25-28 juin)                     | 33 spéciales 1 069 km Gravier                                   | 1                                                               | Walter Röhrl                                                    | Christian Geistdörfer                                           | Lancia Rallye 037                                               | 12 h 10 min 13 s                                                |        |
| 7                                                               | 13e Rallye de Nouvelle-Zélande (25-28 juin)                     | 33 spéciales 1 069 km Gravier                                   | 2                                                               | Timo Salonen                                                    | Seppo Harjanne                                                  | Nissan 240RS                                                    | 12 h 26 min 11 s                                                |        |
| 7                                                               | 13e Rallye de Nouvelle-Zélande (25-28 juin)                     | 33 spéciales 1 069 km Gravier                                   | 3                                                               | Attilio Bettega                                                 | Maurizio Perissinot (en)                                        | Lancia Rallye 037                                               | 12 h 41 min 42 s                                                |        |
|                                                                 |                                                                 |                                                                 |                                                                 |                                                                 |                                                                 |                                                                 |                                                                 |        |
| 8                                                               | 3e Rallye d'Argentine (2-6 août)                                | 18 spéciales 1 274 km Gravier                                   | 1                                                               | Hannu Mikkola                                                   | Arne Hertz                                                      | Audi Quattro A2                                                 | 10 h 18 min 54 s                                                |        |
| 8                                                               | 3e Rallye d'Argentine (2-6 août)                                | 18 spéciales 1 274 km Gravier                                   | 2                                                               | Stig Blomqvist                                                  | Björn Cederberg                                                 | Audi Quattro A2                                                 | 10 h 21 min 28 s                                                |        |
| 8                                                               | 3e Rallye d'Argentine (2-6 août)                                | 18 spéciales 1 274 km Gravier                                   | 3                                                               | Michèle Mouton                                                  | Fabrizia Pons                                                   | Audi Quattro A2                                                 | 10 h 25 min 35 s                                                |        |
|                                                                 |                                                                 |                                                                 |                                                                 |                                                                 |                                                                 |                                                                 |                                                                 |        |
| 9                                                               | 33e Rallye des 1000 lacs (26-28 août)                           | 50 spéciales 473 km Gravier                                     | 1                                                               | Hannu Mikkola                                                   | Arne Hertz                                                      | Audi Quattro A2                                                 | 4 h 23 min 44 s                                                 |        |
| 9                                                               | 33e Rallye des 1000 lacs (26-28 août)                           | 50 spéciales 473 km Gravier                                     | 2                                                               | Stig Blomqvist                                                  | Björn Cederberg                                                 | Audi Quattro A2                                                 | 4 h 24 min 05 s                                                 |        |
| 9                                                               | 33e Rallye des 1000 lacs (26-28 août)                           | 50 spéciales 473 km Gravier                                     | 3                                                               | Markku Alén                                                     | Ilkka Kivimäki                                                  | Lancia Rallye 037                                               | 4 h 24 min 33 s                                                 |        |
|                                                                 |                                                                 |                                                                 |                                                                 |                                                                 |                                                                 |                                                                 |                                                                 |        |
| 10                                                              | 25e Rallye Sanremo (2-8 octobre)                                | 58 spéciales 775 km Gravier/Asphalte                            | 1                                                               | Markku Alén                                                     | Ilkka Kivimäki                                                  | Lancia Rallye 037                                               | 8 h 50 min 17 s                                                 |        |
| 10                                                              | 25e Rallye Sanremo (2-8 octobre)                                | 58 spéciales 775 km Gravier/Asphalte                            | 2                                                               | Walter Röhrl                                                    | Christian Geistdörfer                                           | Lancia Rallye 037                                               | 8 h 52 min 26 s                                                 |        |
| 10                                                              | 25e Rallye Sanremo (2-8 octobre)                                | 58 spéciales 775 km Gravier/Asphalte                            | 3                                                               | Attilio Bettega                                                 | Maurizio Perissinot (en)                                        | Lancia Rallye 037                                               | 8 h 55 min 27 s                                                 |        |
|                                                                 |                                                                 |                                                                 |                                                                 |                                                                 |                                                                 |                                                                 |                                                                 |        |
| 11                                                              | 15e Rallye de Côte d'Ivoire (25-28 octobre)                     | 54 controles 4 600 km Gravier                                   | 1                                                               | Björn Waldegård                                                 | Hans Thorszelius                                                | Toyota Celica TCT                                               | +5 h 18 min pen                                                 |        |
| 11                                                              | 15e Rallye de Côte d'Ivoire (25-28 octobre)                     | 54 controles 4 600 km Gravier                                   | 2                                                               | Hannu Mikkola                                                   | Arne Hertz                                                      | Audi Quattro A2                                                 | +5 h 29 min pen                                                 |        |
| 11                                                              | 15e Rallye de Côte d'Ivoire (25-28 octobre)                     | 54 controles 4 600 km Gravier                                   | 3                                                               | Per Eklund                                                      | Dave Whittock                                                   | Toyota Celica TCT                                               | +6 h 58 min pen                                                 |        |
|                                                                 |                                                                 |                                                                 |                                                                 |                                                                 |                                                                 |                                                                 |                                                                 |        |
| 12                                                              | 39e Rallye de Grande-Bretagne (19-23 novembre)                  | 57 spéciales 790 km Gravier                                     | 1                                                               | Stig Blomqvist                                                  | Björn Cederberg                                                 | Audi Quattro A2                                                 | 8 h 50 min 28 s                                                 |        |
| 12                                                              | 39e Rallye de Grande-Bretagne (19-23 novembre)                  | 57 spéciales 790 km Gravier                                     | 2                                                               | Hannu Mikkola                                                   | Arne Hertz                                                      | Audi Quattro A2                                                 | 9 h 00 min 21 s                                                 |        |
| 12                                                              | 39e Rallye de Grande-Bretagne (19-23 novembre)                  | 57 spéciales 790 km Gravier                                     | 3                                                               | Jimmy McRae                                                     | Ian Grindrod                                                    | Opel Manta 400                                                  | 9 h 12 min 19 s                                                 |        |
|                                                                 |                                                                 |                                                                 |                                                                 |                                                                 |                                                                 |                                                                 |                                                                 |        |

## Classements

### Système de points en vigueur
Attribution des points pour le championnat constructeurs :
- Une fois établi le classement individuel, les voitures des groupes 2 ou 4 sont exclues du classement, permettant aux voitures B et A suivantes de "remonter".
- Une fois ce classement corrigé établi, seule la voiture la mieux classée de chaque constructeur marque des points. Les point sont de 10, 9, 8, 7, 6, 5, 4, 3, 2, 1 selon que la voiture la mieux classée ait fini de la première à la dixième place du classement "corrigé".
- Un bonus est également prévu en fonction de la place de la voiture concernée dans son groupe : 8, 7, 6, 5, 4, 3, 2, 1 respectivement si la voitures est de première à huitième de son groupe
- Ainsi le pilote vainqueur fera systématiquement marquer 18 point à son constructeur (10 pour la première place + 8 pour la première place groupe); mais le constructeur suivant peut avoir un rapport variable, en fonction de la place de sa voiture la mieux placée si le constructeur vainqueur a réalisé un "doublé" voir un "triplé".
- Seuls les sept meilleurs résultats (sur dix épreuves) sont retenus pour le décompte final des points.
- Les rallyes de Suède et de Cote d'Ivoire ne comptent pas pour le championnat des constructeurs.

| 20 pts | 15 pts | 12 pts | 10 pts | 8 pts | 6 pts | 4 pts | 3 pts | 2 pts | 1 pts |

### Classement constructeurs
Les rallyes de Suède et de Cote d'Ivoire ne comptent pas pour le classement constructeur. Un résultat entre parenthèses n'est pas retenu pour le classement final (seules les sept meilleures manches comptent).
| 1  | Lancia               | 18 | 14  | –  | 18 | 18 | 18 | (10) | 14 | 18  | –  | 118 |
| 2  | Audi                 | 14 | 18  | 16 | –  | 14 | –  | 18   | 18 | (6) | 18 | 116 |
| 3  | Opel                 | 10 | (9) | 18 | 12 | 12 | –  | –    | 9  | 12  | 14 | 87  |
| 4  | Nissan               | –  | 4   | 12 | 8  | 8  | 16 | –    | 4  | –   | –  | 52  |
| 5  | Renault              | 6  | –   | –  | 10 | –  | –  | 11   | –  | –   | –  | 27  |
| 6  | Toyota               | –  | –   | 10 | –  | –  | –  | –    | 8  | –   | 6  | 24  |
| 7  | Subaru               | –  | –   | –  | –  | –  | 13 | –    | –  | –   | –  | 13  |
| 8  | British Leyland Cars | –  | –   | –  | –  | –  | 11 | –    | –  | –   | –  | 11  |
| 8  | Volkswagen           | –  | –   | –  | –  | –  | –  | –    | –  | –   | 11 | 11  |
| 10 | Peugeot              | –  | –   | 10 | –  | –  | –  | –    | –  | –   | –  | 10  |
| 10 | Vauxhall             | –  | –   | –  | –  | –  | –  | –    | –  | –   | 10 | 10  |
| 12 | Mazda                | –  | –   | –  | –  | –  | 9  | –    | –  | –   | –  | 9   |
| 12 | Alfa Romeo           | –  | –   | –  | –  | –  | –  | –    | –  | 9   | –  | 9   |
| 14 | Citroën              | –  | 2   | –  | 5  | 2  | –  | –    | –  | –   | –  | 9   |
| 15 | Talbot               | –  | 8   | –  | –  | –  | –  | –    | –  | –   | –  | 8   |
| 16 | Mitsubishi           | –  | –   | –  | –  | –  | 7  | –    | –  | –   | –  | 7   |

### Classement pilotes
| 1  | Hannu Mikkola             | (10) | 20 | 20 | 15 | –  | –  | –  | 20 | 20 | –  | 15 | 15 | 125 |
| 2  | Walter Röhrl              | 20   | –  | 12 | –  | 15 | 20 | 20 | –  | –  | 15 | –  | –  | 102 |
| 3  | Markku Alén               | 15   | –  | 10 | –  | 20 | 15 | –  | 8  | 12 | 20 | –  | –  | 100 |
| 4  | Stig Blomqvist            | 12   | 15 | –  | –  | –  | 12 | –  | 15 | 15 | –  | –  | 20 | 89  |
| 5  | Michèle Mouton            | –    | 10 | 15 | 12 | –  | –  | –  | 12 | –  | 4  | –  | –  | 53  |
| 6  | Ari Vatanen               | 8    | 6  | –  | 20 | –  | 10 | –  | –  | –  | –  | –  | –  | 44  |
| 7  | Attilio Bettega           | –    | –  | –  | –  | 10 | 8  | 12 | –  | –  | 12 | –  | –  | 42  |
| 8  | Lasse Lampi               | –    | 12 | –  | –  | –  | –  | –  | –  | 4  | –  | –  | 10 | 26  |
| 9  | Shekhar Mehta             | –    | –  | –  | –  | –  | 6  | 10 | 10 | –  | –  | –  | –  | 26  |
| 10 | Per Eklund                | –    | –  | –  | –  | –  | –  | –  | –  | 10 | –  | 12 | –  | 22  |
| 11 | Björn Waldegård           | –    | –  | –  | –  | –  | –  | –  | –  | –  | –  | 20 | –  | 20  |
| 12 | Adartico Vudafieri        | –    | –  | 8  | –  | 12 | –  | –  | –  | –  | –  | –  | –  | 20  |
| 13 | Timo Salonen              | –    | –  | –  | –  | –  | –  | 15 | –  | 3  | –  | –  | –  | 18  |
| 14 | Henri Toivonen            | 6    | –  | –  | –  | –  | –  | –  | –  | –  | 10 | –  | –  | 16  |
| 15 | Jimmy McRae               | –    | –  | –  | –  | –  | 3  | –  | –  | –  | –  | –  | 12 | 15  |
| 16 | Kalle Grundel             | –    | 8  | –  | –  | –  | –  | –  | –  | –  | –  | –  | 3  | 11  |
| 17 | Jayant Shah               | –    | –  | –  | 10 | –  | –  | –  | –  | –  | –  | –  | –  | 10  |
| 17 | Alain Ambrosino           | –    | –  | –  | –  | –  | –  | –  | –  | –  | –  | 10 | –  | 10  |
| 19 | Juha Kankkunen            | –    | –  | –  | –  | –  | –  | –  | –  | 6  | –  | –  | 4  | 10  |
| 20 | Bruno Saby                | 1    | –  | –  | –  | 8  | –  | –  | –  | –  | –  | –  | –  | 9   |
| 21 | Johnny Hellier            | –    | –  | –  | 8  | –  | –  | –  | –  | –  | –  | –  | –  | 8   |
| 21 | Reg Cook                  | –    | –  | –  | –  | –  | –  | 8  | –  | –  | –  | –  | –  | 8   |
| 21 | Pentti Airikkala          | –    | –  | –  | –  | –  | –  | –  | –  | 8  | –  | –  | –  | 8   |
| 21 | Miki Biasion              | –    | –  | –  | –  | –  | –  | –  | –  | –  | 8  | –  | –  | 8   |
| 21 | Eugène Salim              | –    | –  | –  | –  | –  | –  | –  | –  | –  | –  | 8  | –  | 8   |
| 21 | Russell Brookes           | –    | –  | –  | –  | –  | –  | –  | –  | –  | –  | –  | 8  | 8   |
| 27 | Franz Wittmann            | –    | –  | 4  | –  | –  | 4  | –  | –  | –  | –  | –  | –  | 8   |
| 28 | Antonio Zanini            | –    | –  | 6  | –  | –  | –  | –  | –  | –  | –  | –  | –  | 6   |
| 28 | Wolfgang Stiller          | –    | –  | –  | 6  | –  | –  | –  | –  | –  | –  | –  | –  | 6   |
| 28 | Tony Pond                 | –    | –  | –  | –  | 6  | –  | –  | –  | –  | –  | –  | –  | 6   |
| 28 | Possum Bourne             | –    | –  | –  | –  | –  | –  | 6  | –  | –  | –  | –  | –  | 6   |
| 28 | Franz Wurz                | –    | –  | –  | –  | –  | –  | –  | 6  | –  | –  | –  | –  | 6   |
| 28 | Dario Cerrato             | –    | –  | –  | –  | –  | –  | –  | –  | –  | 6  | –  | –  | 6   |
| 28 | John Buffum               | –    | –  | –  | –  | –  | –  | –  | –  | –  | –  | –  | 6  | 6   |
| 35 | Jean Ragnotti             | 4    | –  | –  | –  | –  | –  | –  | –  | –  | –  | –  | –  | 4   |
| 35 | Sören Nilsson             | –    | 4  | –  | –  | –  | –  | –  | –  | –  | –  | –  | –  | 4   |
| 35 | Manoj Shah                | –    | –  | –  | 4  | –  | –  | –  | –  | –  | –  | –  | –  | 4   |
| 35 | Jean-Sébastien Couloumiès | –    | –  | –  | –  | 4  | –  | –  | –  | –  | –  | –  | –  | 4   |
| 35 | Michael Bish              | –    | –  | –  | –  | –  | –  | 4  | –  | –  | –  | –  | –  | 4   |
| 35 | Ernesto Soto              | –    | –  | –  | –  | –  | –  | –  | 4  | –  | –  | –  | –  | 4   |
| 41 | Jean-Claude Andruet       | 3    | –  | –  | –  | –  | –  | –  | –  | –  | –  | –  | –  | 3   |
| 41 | Mikael Ericsson           | –    | 3  | –  | –  | –  | –  | –  | –  | –  | –  | –  | –  | 3   |
| 41 | Terry Kaby                | –    | –  | 3  | –  | –  | –  | –  | –  | –  | –  | –  | –  | 3   |
| 41 | Paul de Voest             | –    | –  | –  | 3  | –  | –  | –  | –  | –  | –  | –  | –  | 3   |
| 41 | Alain Coppier             | –    | –  | –  | –  | 3  | –  | –  | –  | –  | –  | –  | –  | 3   |
| 41 | Peter Watt                | –    | –  | –  | –  | –  | –  | 3  | –  | –  | –  | –  | –  | 3   |
| 41 | Jorge Recalde             | –    | –  | –  | –  | –  | –  | –  | 3  | –  | –  | –  | –  | 3   |
| 41 | Lucky                     | –    | –  | –  | –  | –  | –  | –  | –  | –  | 3  | –  | –  | 3   |
| 49 | Mikael Sundström          | –    | –  | –  | –  | –  | –  | –  | –  | 1  | –  | –  | 2  | 3   |
| 50 | Francis Serpaggi          | 2    | –  | –  | –  | –  | –  | –  | –  | –  | –  | –  | –  | 2   |
| 50 | Lars-Erik Walfridsson     | –    | 2  | –  | –  | –  | –  | –  | –  | –  | –  | –  | –  | 2   |
| 50 | Christian Dorche          | –    | –  | 2  | –  | –  | –  | –  | –  | –  | –  | –  | –  | 2   |
| 50 | Jean-Michel Guyot         | –    | –  | –  | –  | 2  | –  | –  | –  | –  | –  | –  | –  | 2   |
| 50 | Philippe Wambergue        | –    | –  | –  | –  | –  | 2  | –  | –  | –  | –  | –  | –  | 2   |
| 50 | Mike Cameron              | –    | –  | –  | –  | –  | –  | 2  | –  | –  | –  | –  | –  | 2   |
| 50 | Carlos Celis              | –    | –  | –  | –  | –  | –  | –  | 2  | –  | –  | –  | –  | 2   |
| 50 | Erkki Pitkänen            | –    | –  | –  | –  | –  | –  | –  | –  | 2  | –  | –  | –  | 2   |
| 50 | Bernard Darniche          | –    | –  | –  | –  | –  | –  | –  | –  | –  | 2  | –  | –  | 2   |
| 59 | Ola Strömberg             | –    | 1  | –  | –  | –  | –  | –  | –  | –  | –  | –  | –  | 1   |
| 59 | Marc Duez                 | –    | –  | 1  | –  | –  | –  | –  | –  | –  | –  | –  | –  | 1   |
| 59 | Jean-Louis Ravenel        | –    | –  | –  | –  | 1  | –  | –  | –  | –  | –  | –  | –  | 1   |
| 59 | Maurice Chomat            | –    | –  | –  | –  | –  | 1  | –  | –  | –  | –  | –  | –  | 1   |
| 59 | Gerardo Campo             | –    | –  | –  | –  | –  | –  | –  | 1  | –  | –  | –  | –  | 1   |
| 59 | Gabriele Noberasco        | –    | –  | –  | –  | –  | –  | –  | –  | –  | 1  | –  | –  | 1   |
| 59 | Mats Holmbom              | –    | –  | –  | –  | –  | –  | –  | –  | –  | –  | –  | 1  | 1   |

## Dans la culture populaire
Le film Race for Glory: Audi vs. Lancia (2024) retrace la rivalité entre Audi et Lancia durant la saison.